# Międzynarodówka Chłopska
Międzynarodówka Chłopska, potocznie Krestintern (ros.  Крестьянский интернационал) – komunistyczna organizacja międzynarodowa zrzeszająca partie chłopskie utworzona u boku Międzynarodówki Komunistycznej (Kominternu) w Moskwie, istniejąca w latach 1923–1939.

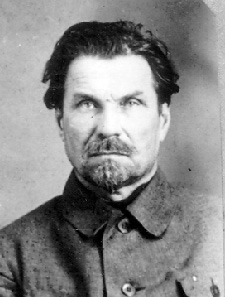
Aleksandr Smirnow, sekretarz generalny organizacji 1923–1928

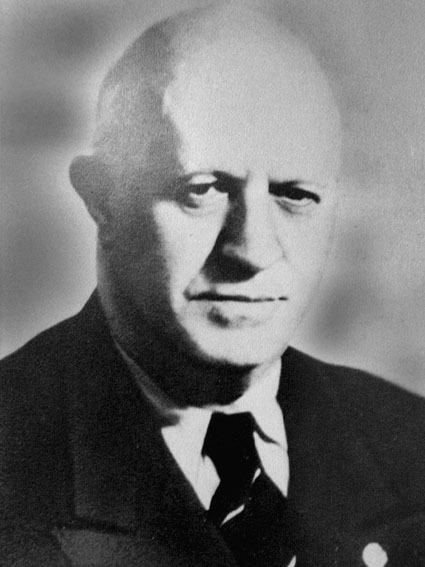
Wasił Kołarow, sekretarz generalny organizacji 1928–1939

## Powstanie
Krestintern został powołany decyzją Międzynarodówki Komunistycznej w 1923 r. Powołanie przez rosyjskich komunistów organizacji zrzeszającej partie chłopskie wynikało z różnych czynników politycznych. Okres pomiędzy 1921 a 1929 r. charakteryzował się w Rosji wyjątkową tolerancją wobec drobnych rolników i handlu w tym zakresie (NEP). Ponadto porażki ruchów rewolucyjnych w Europie Środkowej (rewolucje w Niemczech i na Węgrzech) oraz niepowodzenie w wojnie przeciwko Polsce zahamowały rozprzestrzenianie komunizmu. W tej sytuacji Moskwa poszukiwała możliwości powiększenia wpływów komunistycznych w krajach sąsiadujących z ZSRR innymi drogami, a ponieważ były to kraje słabo zindustrializowane potencjalnych stronników postanowiono znaleźć w masowych w tych krajach ruchach chłopskich. Jednym z bezpośrednich impulsów były wydarzenia w Bułgarii, gdzie w wyniku wojskowego puczu obalono chłopski rząd Aleksandyra Stambolijskiego (jego samego zamordowano), a następnie zduszono powstanie wzniecone przez partię Stambolijskiego Bułgarski Ludowy Związek Chłopski i Bułgarską Partię Komunistyczną, nakłonioną do tego przez Komintern.

## Działalność
Działalność Krestinternu była bardzo ograniczona. Odbyły się tylko dwa jej kongresy. Na pierwszym kongresie w 1923 r. powołano na pierwszego sekretarza Aleksandra Smirnowa, który piastował to stanowisko do 1928 r. (pełnił też równolegle funkcję komisarza ds. rolnictwa ZSRR) Jednym z jego zastępców był polski komunista Tomasz Dąbal. Od 1928 r. do rozwiązania organizacji na jej czele stał pochodzący z Bułgarii Wasił Kołarow.
Celem organizacji było oddziaływanie na organizacje chłopskie w celu ich zbliżenia z partiami komunistycznymi, jednak udawało się to w niewielkim stopniu. Krestintern zdobył pewien wpływ wśród organizacji robotników rolnych z krajów kolonialnych; już w pierwszym wydaniu organu prasowego Krestinternu swoje artykuły publikował m.in. Hồ Chí Minh. Jednak dość rzadkie były przypadki współpracy organizacji z niekomunistycznymi ruchami chłopskimi. Przez krótki tylko czas, w 1924 r. do Krestinternu dołączyła Chorwacka Partia Chłopska (jej przywódca, Stjepan Radić, próbował wykorzystać ten związek do nacisku na rząd jugosłowiański w celu zwiększenia chorwackiej autonomii). Przez pewien czas współpracował także z Krestinternem chiński Kuomintang (do zerwania doszło w 1927 r., po masakrze chińskich komunistów w Szanghaju dokonanej przez Kuomintang). Stopniowo zmieniało się także podejście do zagadnienia wsi w samej Moskwie – prochłopscy działacze jak Nikołaj Bucharin byli stopniowo odsuwani przez Stalina, a w 1929 r. rozpoczęto w ZSRR politykę eliminowania kułaków i kolektywizacji rolnictwa. W tym okresie działalność Krestinternu już zanikała, a organizacja rozwiązana została w 1939 r.